# Iridoplecta
Iridoplecta är ett släkte av fjärilar. Iridoplecta ingår i familjen mätare.
Kladogram enligt Catalogue of Life:
| Iridoplecta | \| \| Iridoplecta differens \| \| \| \| \| \| Iridoplecta ferrifera \| \| \| \| \| \| Iridoplecta ochrias \| \| \| \| |
|             | \| \| Iridoplecta differens \| \| \| \| \| \| Iridoplecta ferrifera \| \| \| \| \| \| Iridoplecta ochrias \| \| \| \| |
|             | Iridoplecta differens                                                                                                 |
|             | |
|             | Iridoplecta ferrifera                                                                                                 |
|             | |
|             | Iridoplecta ochrias                                                                                                   |
|             | |